# Copa do Mundo de Patinação de Velocidade em Pista Curta
A Copa do Mundo de Patinação de Velocidade em Pista Curta é uma série de eventos da patinação de velocidade em pista curta, organizada anualmente pela União Internacional de Patinação desde 1997. Patinadores recebem pontos em cada prova de acordo com sua classificação e o que obtiver maior pontuação recebe o título de campeão da Copa do Mundo.

## Campeões

### Masculino
| Temporada | Geral             | 500 m                   | 1000 m            | 1500 m             | Rev. 5000 m   | Países        |
| --------- | ----------------- | ----------------------- | ----------------- | ------------------ | ------------- | ------------- |
| 1997-98 * | Li Jiajun         |                         |                   |                    |               |               |
| 1998-99   | Li Jiajun         | Fabio Carta             | Kim Dong-Sung     | Kim Dong-Sung      |               | Itália        |
| 1999-00   | Kim Dong-Sung     | Li Jiajun               | Kim Dong-Sung     | Li Jiajun          |               | Coreia do Sul |
| 2000-01   | Apolo Anton Ohno  | Apolo Anton Ohno        | Apolo Anton Ohno  | Apolo Anton Ohno   |               | Canadá        |
| 2001-02   | Kim Dong-Sung     | Kim Dong-Sung           | Kim Dong-Sung     | Kim Dong-Sung      |               | Coreia do Sul |
| 2002-03   | Apolo Anton Ohno  | Jean-François Monette   | Apolo Anton Ohno  | Fabio Carta        |               | Canadá        |
| 2003-04   | Ahn Hyun-soo      | Li Jiajun               | Ahn Hyun-soo      | Ahn Hyun-soo       |               | China         |
| 2004-05   | Apolo Anton Ohno  | Mathieu Turcotte        | Apolo Anton Ohno  | Apolo Anton Ohno   |               | Canadá        |
| 2005-06   | Ahn Hyun-soo      | Ahn Hyun-soo            | Lee Ho-suk        | Ahn Hyun-soo       |               | Coreia do Sul |
| 2006-07   | Tyson Heung       | Tyson Heung             | Lee Ho-suk        | Kim Hyun-Kon       | Itália        | Coreia do Sul |
| 2007-08   | Lee Ho-suk        | Sung Si-Bak             | Ahn Hyun-soo      | Lee Ho-Suk         | Coreia do Sul | Coreia do Sul |
| 2008-09   | Sung Si-Bak       | François-Louis Tremblay | Lee Ho-Suk        | Sung Si-Bak        | Canadá        | Coreia do Sul |
| 2009–10   | Lee Jung-su       | Charles Hamelin         | Lee Jung-Su       | Lee Jung-Su        | Coreia do Sul | Coreia do Sul |
| 2010–11   | Thibaut Fauconnet | Simon Cho               | Thibaut Fauconnet | Maxime Chataignier | Canadá        |               |
| 2011–12   | Noh Jin-Kyu       | Olivier Jean            | Kwak Yoon-Gy      | Noh Jin-Kyu        | Canadá        |               |
| 2012–13   | Noh Jin-Kyu       | Charles Hamelin         | Kwak Yoon-Gy      | Noh Jinkyu         | Coreia do Sul |               |
| 2013–14   |                   |                         |                   |                    |               |               |

*resultados não disponíveis

### Feminino
| Temporada | Geral             | 500 m               | 1000 m              | 1500 m              | Rev. 5000 m | Países        |
| --------- | ----------------- | ------------------- | ------------------- | ------------------- | ----------- | ------------- |
| 1997-98 * | Chun Lee-Kyung    |                     |                     |                     |             |               |
| 1998-99   | Yang Yang (A)     | Chunlu Wang         | Yang Yang (S)       | Yang Yang (A)       |             | China         |
| 1999–2000 | Yang Yang (A)     | Yang Yang (S)       | Yang Yang (A)       | Yang Yang (A)       |             | China         |
| 2000-01   | Yang Yang (A)     | Evgenia Radanova    | Yang Yang (A)       | Yang Yang (A)       |             | China         |
| 2001-02   | Yang Yang (A)     | Yang Yang (S)       | Yang Yang (A)       | Yang Yang (A)       |             | China         |
| 2002-03   | Tyan Yu Fu        | Amélie Goulet-Nadon | Amélie Goulet-Nadon | Amélie Goulet-Nadon |             | China         |
| 2003-04   | Choi Eun-Kyung    | Tyan Yu Fu          | Choi Eun-Kyung      | Choi Eun-Kyung      |             | Coreia do Sul |
| 2004-05   | Wang Meng         | Wang Meng           | Choi Eun-Kyung      | Jin Sun-Yu          |             | China         |
| 2005-06   | Jin Sun-Yu        | Wang Meng           | Wang Meng           | Jin Sun-Yu          |             | Coreia do Sul |
| 2006-07   | Byun Chun-Sa      | Wang Meng           | Byun Chun-Sa        | Jung Eun-Ju         | Itália      | China         |
| 2007-08   | Jin Sun-Yu        | Wang Meng           | Jin Sun-Yu          | Jin Sun-Yu          | China       | China         |
| 2008-09   | Wang Meng         | Wang Meng           | Wang Meng           | Zhou Yang           | China       | China         |
| 2009–10   | Wang Meng         | Wang Meng           | Wang Meng           | Zhou Yang           | China       | China         |
| 2010–11   | Katherine Reutter | Marianne St-Gelais  | Katherine Reutter   | Katherine Reutter   | China       |               |
| 2011–12   | Arianna Fontana   | Arianna Fontana     | Yui Sakai           | Cho Ha-Ri           | China       |               |
| 2012–13   | Shim Suk Hee      | Wang Meng           | Elise Christie      | Shim Suk Hee        | China       |               |
| 2013–14   |                   |                     |                     |                     |             |               |

*resultados não disponíveis